# Gastrops willistoni
Gastrops willistoni är en tvåvingeart som beskrevs av Cresson 1914. Gastrops willistoni ingår i släktet Gastrops och familjen vattenflugor. Inga underarter finns listade i Catalogue of Life.